# Eric Avery

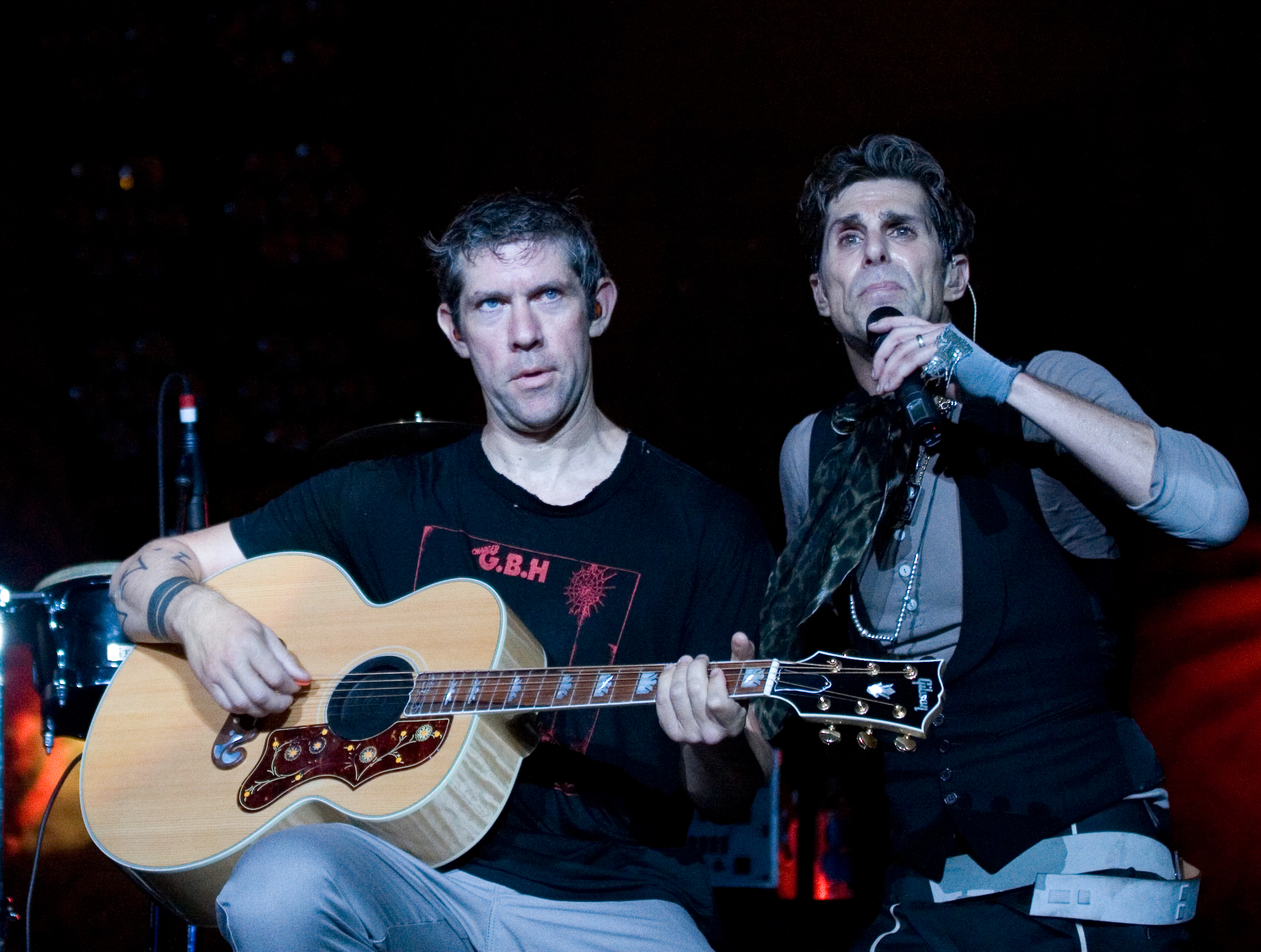
Eric Avery (links) mit Perry Farrell (rechts), 2009

Eric Adam Avery (* 25. April 1965 in Los Angeles) ist ein US-amerikanischer Bassist und Gitarrist. Bekannt wurde er vor allem als Gründungsmitglied der Alternative-Rock-Band Jane’s Addiction, in der er seit der Anfangsphase um 1985 bis 1991 spielte. 2008 trat er der Band wieder bei, verließ sie zwei Jahre später aber ein weiteres Mal. Als Gastbassist war er auch des Öfteren an der Seite von Garbage auf Tour zu sehen und vereinzelt auf Alben der Gruppe vertreten. Außerdem veröffentlichte er als Solomusiker zwei Alben mit den Titeln Help Wanted (2008) und Life. Time. (2013).
Eric ist der Sohn des Schauspielers Brian Avery, der 1967 als Carl Smith mit dem Film Die Reifeprüfung große Bekanntheit erlangte.

## Diskografie

### Solo
- 2008: Help Wanted
- 2013: Life. Time.

### Mit Jane’s Addiction
Siehe  Jane’s Addiction#Diskografie.